# Грациоз (епископ Неаполя)
Грациоз (лат. Gratiosus, итал. Grazioso; умер в 646) — епископ Неаполя (639—646).

## Биография
Основной исторический источник о Грациозе — написанная на рубеже VIII—IX веков анонимным автором первая часть «Деяний неаполитанских епископов».
О происхождении и ранних годах жизни Грациоза сведений не сохранилось. Он взошёл на епископскую кафедру Неаполя после скончавшегося в 639 году Цезария. Грациоз управлял Неаполитанской епархией семь лет и за это время не совершил каких-либо значительных деяний. Он умер в 646 году. Его преемником в епископском сане был Евсевий.